# 알게될거야
《알게 될거야》는 2004년 6월 6일부터 2004년 10월 31일까지 방송된 한국방송공사 일요아침드라마이다. 당초 2004년 5월 9일 첫 회 예정이었으나 캐스팅 문제로 어려움을 겪어오자 4주 동안 특집 프로그램을 편성하였다.
이 드라마는 스물네 살의 청춘 드라마이며 등장인물과 독특한 구성방식으로 인기를 끌었으나, 시청률 부진으로 고전을 면치 못한 데 이어 극 중간에 인물이 바뀌면서 19회 만에 조기종영하고 말았다.

## 등장 인물
- 오윤아 : 오혜란 역
- 이수경 : 송나경 역(중도하차)
- 신동욱 : 이혼 전문 변호사 최일두 역(중도투입)
- 지현우 : 장선일 역
- 김지헌 : 강영미 역
- 이지훈 : 김철구 역
- 허충호 : 남태호 역
- 차수연 : 윤지온 역(중도투입)
- 김승욱 : 사무국장 역
- 강지환 : 여행사 사장 인우 역(중도하차)
- 오지헌 : 게스트 역
- 조수원 : 게스트 역
- 전배수 : 사무국장 역
- 김수연
- 정경호 : 기호 역

## 결방 사유
- 2004년 8월 22일 - 2004년 하계 올림픽 <오늘의 아테네 하이라이트> 편성으로 결방
- 2004년 8월 29일 - 2004년 하계 올림픽 <오늘의 아테네 하이라이트> 편성으로 결방
- 2004년 9월 26일 - 추석특집 드라마 첫사랑의 선물 편성으로 결방